# پژو اوکسیا
پژو اوکسیا (به انگلیسی : oxia) یک خودروی مفهومی ساخته شده توسط شرکت پژو می‌باشد که در سال ۱۹۸۸ توسط پژو معرفی شد. این خودرو در مرکز تحقیقات و طراحی اتومبیل پاریس به نمایش درآمد .

## مشخصات فنی
این خودرو از یک موتور ۲.۸ لیتری شش سیلندر توربو و جعبه‌دنده ۶ سرعته دستی بهره می برد. موتور این خودرو توانایی تولید ۶۸۰ اسب بخار و حداکثر گشتاور ۷۲۰ نیوتن متر را داراست که صفر تا صد این خودرو را به کمتر از ۵ ثانیه و حداکثر سرعت این خودرو را به ۳۵۰ کیلومتر برساعت می‌رساند. در این خودرو چرخ های عقب هم قابلیت فرمان پذیری و کنترل دارند.
بدنه این خودرو از فیبر کربن و کولار ساخته شده بود که وزن کمی داشت.
از دیگر ویژگی های این خودرو می‌توان به سیستم ارتباط رادیویی ، رایانه ، و سیستم ناوبری ماهواره ای اشاره کرد که در زمان خود بسیار منحصر به فرد بودند.